# Aplanodes
Aplanodes es un género de plantas de la familia Brassicaceae. Comprende 2 especies descritas y  aceptadas.

## Taxonomía
El género fue descrito por Wessel Marais y publicado en Bothalia 9: 111. 1966.

## Especies aceptadas
A continuación se brinda un listado de las especies del género Aplanodes aceptadas hasta septiembre de 2013, ordenadas alfabéticamente. Para cada una se indica el nombre binomial seguido del autor, abreviado según las convenciones y usos.
- Aplanodes doidgeana Marais
- Aplanodes sisymbrioides (Schltr.) Marais